# 김영재 (1952년)
김영재(金英宰, 1952년 9월 7일~)는 조선민주주의인민공화국의 정치인이다. 전 조선로동당 중앙위원회 후보위원 겸 내각 대외경제상이다. 최고인민회의 제12기 대의원이다.
1952년에 태어났다. 김일성종합대학 외문학부 영어과를 졸업했으며, 2001년 5월 내각 무역성 부상을 거쳐, 2002년 조선국제무역촉진위원회 위원장에 임명되었다. 2006년 9월부터 러시아 주재 대사를 맡고 있으며, 2007년 5월부터는 몰도바 주재 대사를 겸하고 있다. 2007년 12월 이후 벨라루스 주재 대사 그리고 2008년 8월 이후 아르메니아 주재 대사도 겸하고 있다. 2010년 9월, 조선로동당 중앙위원회 후보위원에 선임되었다. 2015년 4월 대외경제성 부상을 거쳐 2016년 9월 리룡남 후임으로 대외경제상에 임명되었다. 2017년 10월 조선로동당 중앙위원회 후보위원으로 선출되었다.

## 최고인민회의 대의원
2003년 9월 최고인민회의 제11기 대의원과 2009년 4월 제12기 대의원을 지냈고, 2019년 4월 제13기 대의원으로 선출되었다.

## 기타
2011년 김정일 사망 당시에 국가장의위원회 위원을 맡았다.